# Literaturjahr 1503
Liste der Literaturjahre

◄◄ | ◄ | 1499 | 1500 | 1501 | 1502 | Literaturjahr 1503 | 1504 | 1505 | 1506 | 1507 | ► | ►►

Weitere Ereignisse

## Ereignisse

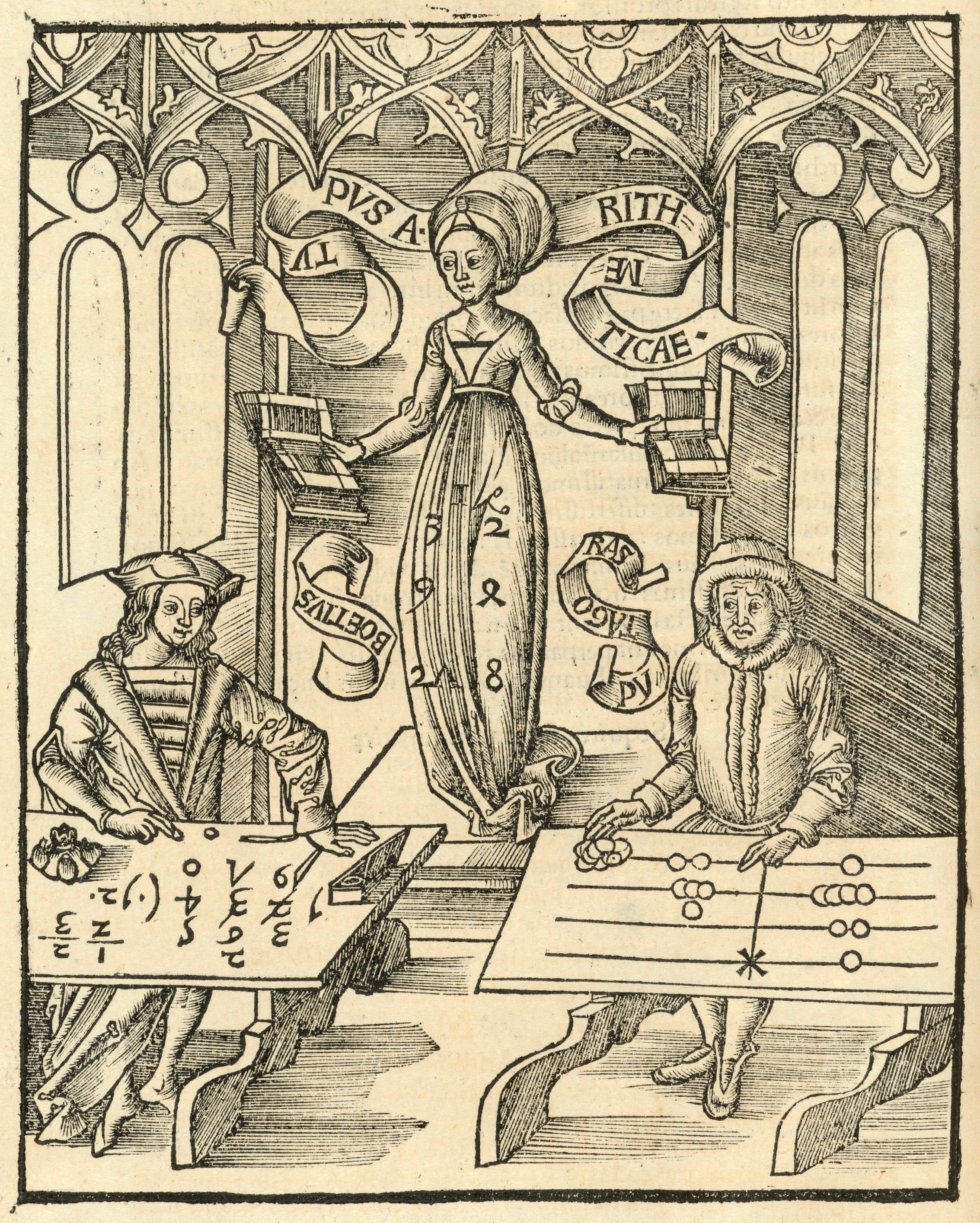
Margarita Philosophica, Typus Arithmeticae: Arithmetik

- Die 1489 bis 1496 entstandene Enzyklopädie Margarita philosophica von Gregor Reisch wird in Freiburg durch den aus Straßburg stammenden Drucker Johann Schott erstmals gedruckt. Das Werk enthält als Universitas literarum das gesamte menschliche Wissen des späten Mittelalters. In zwölf Büchern werden die „Sieben Freien Künste“ behandelt sowie anschließend Prinzipien und Entstehung der Naturdinge, Physiologie, Psychologie und Moralphilosophie. Das Werk wird für 100 Jahre das am weitesten verbreitete Lehrbuch der Philosophie und des enzyklopädischen Wissens für das Studium der Artes liberales. Es gilt als die älteste gedruckte Enzyklopädie. Schon ab dem folgenden Jahr erscheinen zahlreiche Neuauflagen und Raubdrucke.
- Der Bologneser Ludovico de Varthema schließt sich in Damaskus einer Karawane nach Mekka und Medina an und beschreibt später in seinem Reisebericht (Itinerario) die Heiligen Stätten des Islam sehr detailliert und unvoreingenommen.
- Erasmus von Rotterdam verfasst das Frühwerk Enchiridion militis Christiani, ein kleines Handbuch mit der Anleitung, wie man sich als christlicher Ritter verhält.

- um 1503: Das Gebetbuch Jakobs IV. entsteht.

## Geboren

### Geburtsdatum gesichert
- 28. Juni: Giovanni Della Casa, italienischer Kleriker und Dichter († 1556)
- 17. November: Agnolo Bronzino, Florentiner Maler und Dichter († 1572)

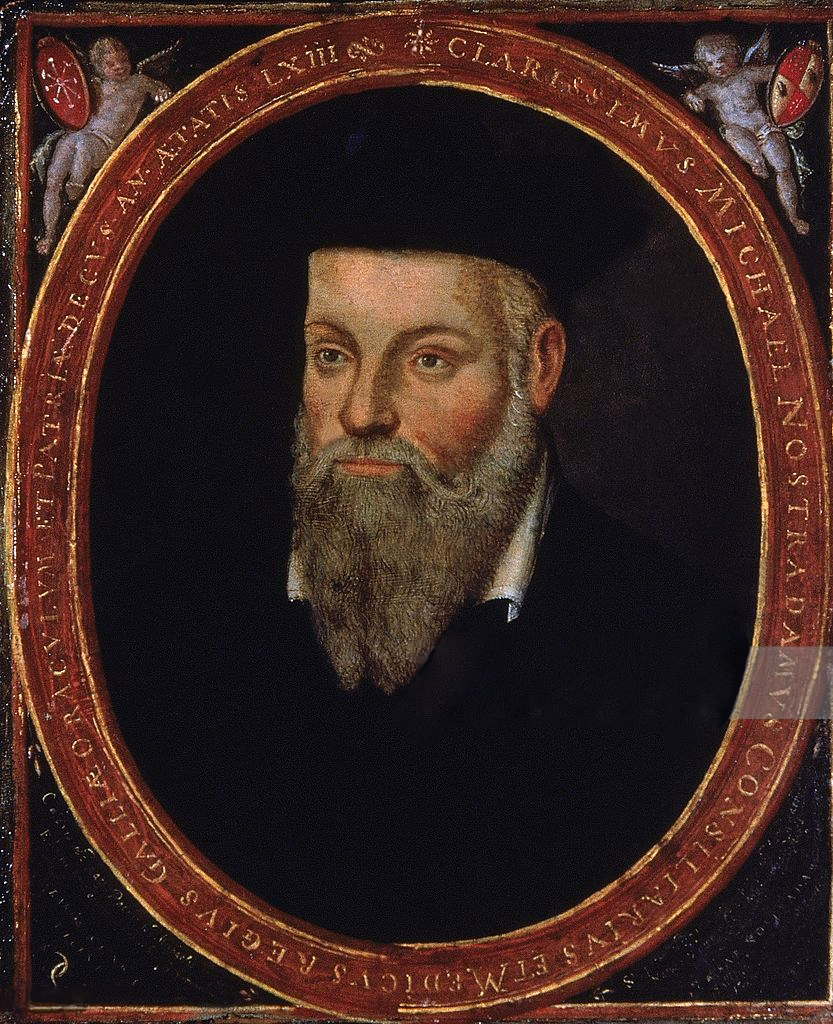
Nostradamus; * 14. Dezember

- 14. Dezember: Nostradamus, französischer Apotheker, Arzt, Astrologe und Autor prophetischer Gedichte († 1566)
- 20. Dezember: Cosimo Bartoli, Florentiner Humanist, Übersetzer, Kunsttheoretiker und Diplomat († 1572)

### Genaues Geburtsdatum unbekannt
- Nicolas Bourbon der Ältere, französischer neulateinischer Dichter († 1550)
- Diego Hurtado de Mendoza y Pacheco, spanischer Dichter, Historiker und Diplomat († 1575)
- Aonio Paleario, italienischer Humanist, Rhetoriker und Reformator († 1570)
- Thomas Wyatt, englischer Dichter und Diplomat († 1542)

- Robert Estienne, französischer Druckhandwerker, Verleger und Lexikograph († 1559)

## Gestorben
- 2. Februar: Martin Kabátník, tschechischer Reisender, Schriftsteller und Mitglied der Brüder-Unität (* 1428)

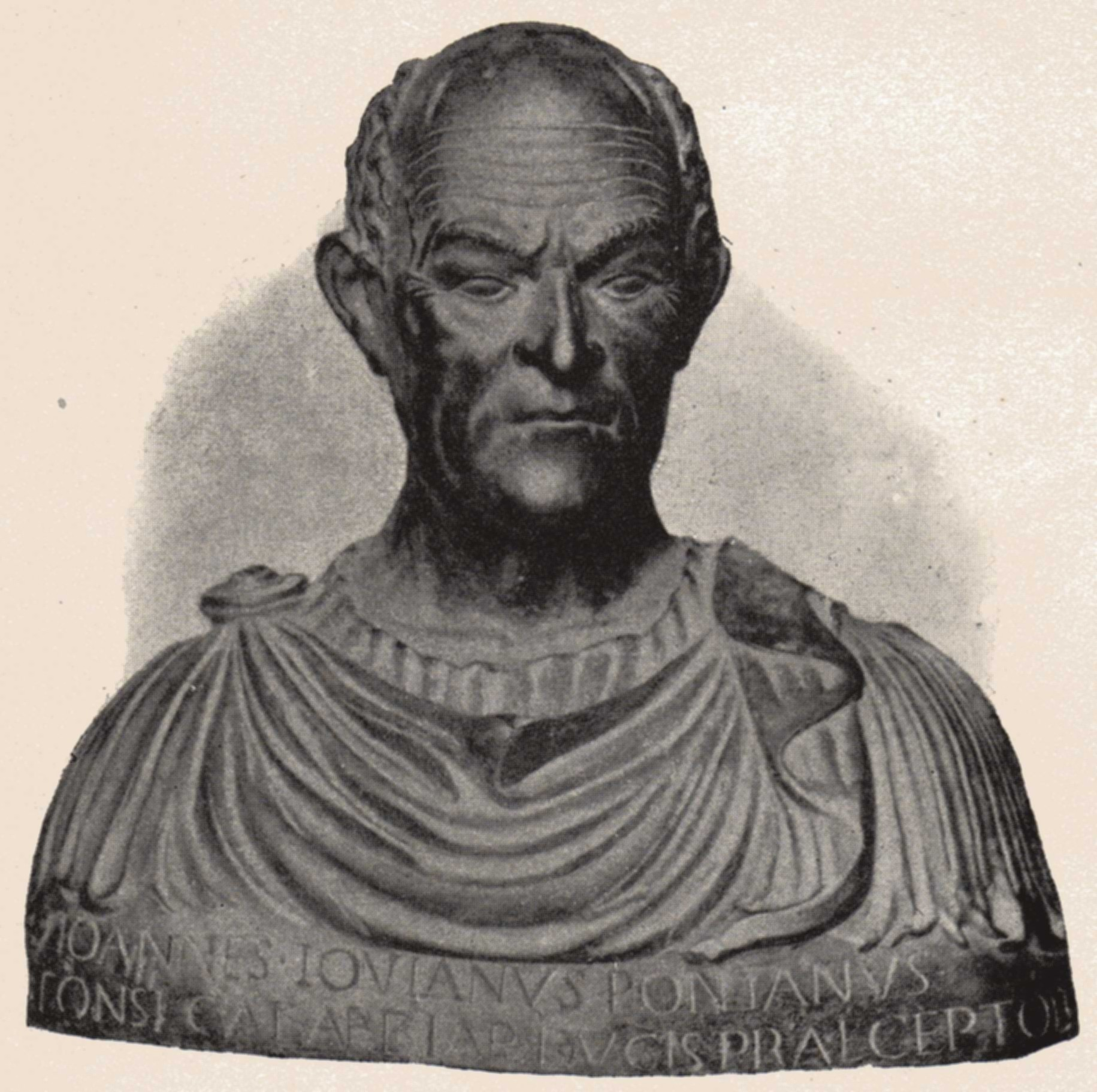
Büste Giovanni Pontanos

- 17. September: Giovanni Pontano, italienischer Poet und Humanist (* 1429)